# 1388

## Esdeveniments
- 22 de setembre, Perpinyà: Joan I autoritza la instal·lació d'un Consolat de Mar, organisme del dret marítim català, a la ciutat.[1]
- Pèrdua d'Atenes i Neopàtria.